# Noordse boszanger
De Noordse boszanger (Phylloscopus borealis) is een kleine zangvogel uit de familie van Phylloscopidae. Zijn verspreidingsgebied is Noord-Azië. In Europa is de Noordse boszanger een zeer zeldzame dwaalgast.

## Kenmerken
De Noordse boszanger is iets groter dan een fitis, 11, tot 13 cm lang. De vogel lijkt op een grauwe fitis, maar verschilt daarvan door een lange, duidelijke lichte wenkbrauwstreep en daaronder een donker, eveneens opvallend lange oogstreep. De vogel is van boven olijfbruin en van onder vuilwit, met wat vage streping op de borst.

## Verspreiding en leefgebied
De vogel broedt in het noorden van Fennoscandinavië en verder oostwaarts door heel Noord-Azië tot in Alaska. Het is een uitgesproken trekvogel die overwintert in de Indische Archipel.
De soort telt 2 ondersoorten:
- P. b. borealis: van noordelijk Europa tot noordelijk Siberië en noordoostelijk China.
- P. b. kennicotti: westelijk Alaska.

Het leefgebied in de broedtijd is de naald- of berkenbos. Overwintert in een groot aantal typen tropische bos.

### Voorkomen in Nederland
De Noordse boszanger is een zeldzame dwaalgast in West-Europa. In Nederland zijn tussen 1935 en 1999 tien bevestigde waarnemingen en 22 tussen 2000 en 2021.

## Status
De Noordse boszanger heeft een enorm groot verspreidingsgebied en daardoor alleen al is de kans op de status kwetsbaar (voor uitsterven) uiterst gering. De grootte van de populatie is in 2015 heel ruw geschat op 10-500 miljoen individuen en dit aantal neemt toe. Om deze redenen staat deze boszanger als niet bedreigd op de Rode Lijst van de IUCN.